# Hojo undō

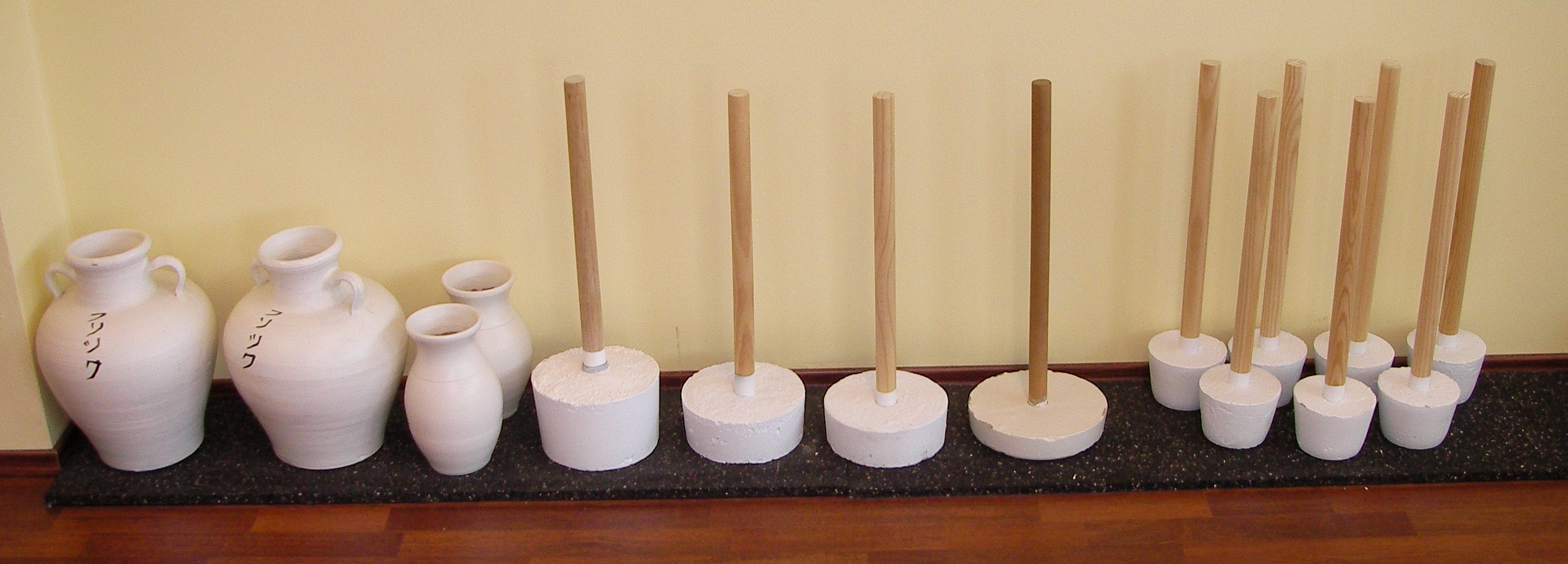
Một số dụng cụ hỗ trợ vận động

Hỗ trợ vận động (Phiên âm tiếng Nhật theo Romaji: Hojo undō, Hán Tự: 補助運動) là một thuật ngữ Nhật Bản, nhằm chỉ các bài tập hỗ trợ sức mạnh trong các môn võ thuật Nhật Bản. Hỗ trợ vận động nhắm tới phát triển sức mạnh ở cả hai bên (trái và phải) của cơ thể về sức bền, sự uyển chuyển của cơ bắp, tốc độ và tư thế. Các bài tập hỗ trợ vận động dùng các thiết bị đơn giản, truyền thống làm từ tre hoặc đá:
- Chi Ishi
- Ishi sashi
- Tetsu geta
- Nigiri game
- Makiage kigu
- Tan
- Makiwara
- Jari bako
- Kongoken
- Tou